# 银行倒闭

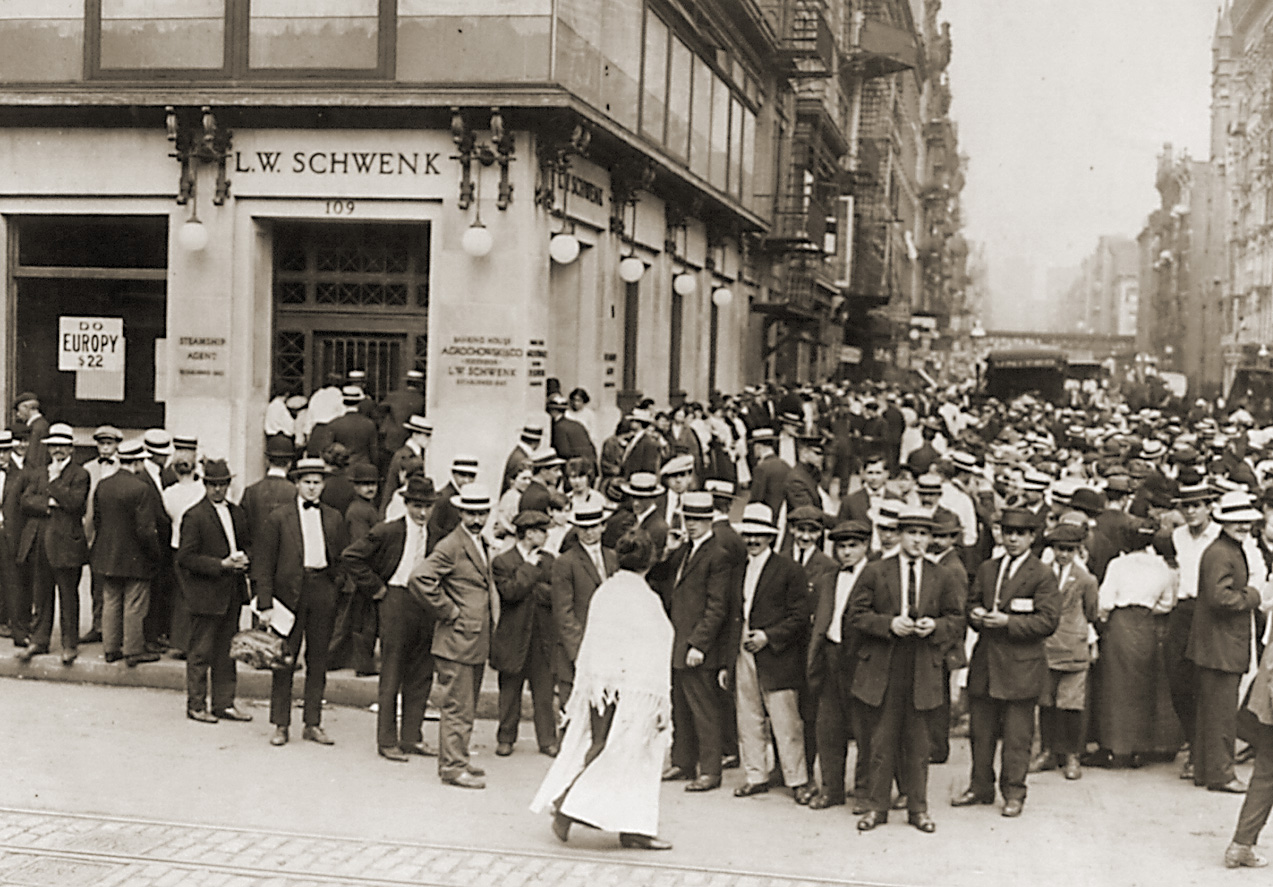
1914年7月，纽约一家倒闭的银行发生的挤兑现象，存款人想要追回他们的钱

银行倒闭是当一家銀行因资不抵债或流动性过差而无法履行其对存款人或其他债权人的义务。当银行資產的市场价值下降到低于負債的市场价值时，银行通常会在经济上破产。资不抵债的银行要么向其他有偿付能力的银行借款，要么以低于市场价值的价格出售其资产，以获得流动资金，按需向储户付款。由于越来越多储户想要从银行提取现金存款，有偿付能力的银行无法向资不抵债的银行发放流动资金，就会造成储户恐慌。因此，银行无法按时满足所有储户的要求。如果一家银行的股东权益低于监管最低限额，那么该银行可能会被政府监管机构接管。